# شواند ایم اینکرایس
شواند ایم اینکرایس (به آلمانی: Schwand im Innkreis) یک منطقهٔ مسکونی در اتریش است که در برونو آم این واقع شده‌است. شواند ایم اینکرایس ۱۷٫۰۹ کیلومتر مربع مساحت دارد ۴۲۳ متر بالاتر از سطح دریا واقع شده‌است.